# Campeonato Sudamericano de Fútbol Sub-20 de 2017
El XXVIII Campeonato Sudamericano Sub-20 «Juventud de América» fue un torneo de fútbol para selecciones sub-20 de América del Sur (Conmebol) que se realizó por tercera vez en Ecuador entre el 18 de enero y el 11 de febrero de 2017. El certamen otorgó 4 plazas para la Copa Mundial de Fútbol Sub-20 de 2017, que se jugará a partir del mes de mayo en Corea del Sur. Las sedes del torneo fueron Quito, Ibarra, Ambato y Riobamba. Luego de 16 años, el país vuelve a celebrar una justa continental.
Uruguay se coronó campeón por octava vez en su historial y por primera vez en 36 años al derrotar 2-1 en el último partido al local Ecuador que ganó el premio del juego limpio. Ambas selecciones clasificaron a la Copa Mundial de Fútbol de la categoría a realizarse en Corea del Sur junto con Venezuela, que clasificó por segunda vez en su historia a una Copa del Mundo y alcanzó el tercer lugar, hazaña que no hacía desde 1954 y Argentina que logró el cupo gracias a un empate inesperado entre las selecciones de Colombia y Brasil.

## Participantes
Participaron en el torneo los equipos representativos de las 10 asociaciones nacionales afiliadas a la Confederación Sudamericana de Fútbol:
| Equipos participantes | Equipos participantes | Equipos participantes | Equipos participantes | Equipos participantes |
| --------------------- | --------------------- | --------------------- | --------------------- | --------------------- |
| Argentina             | Bolivia               | Brasil                | Chile                 | Colombia              |
| Ecuador               | Paraguay              | Perú                  | Uruguay               | Venezuela             |

## Organización

### Sedes
En total fueron cuatro las sedes del torneo, aunque en principio fueron cinco, pero Latacunga fue retirada porque el Estadio La Cocha no cumplía con las especificaciones indicadas debido a la ausencia de los clubes latacungueños y cotopaxenses en la Serie B de Ecuador por el Comité Organizador:
| Ambato             | Quito Ambato Riobamba Ibarra | Quito Ambato Riobamba Ibarra | Quito                      |
| Estadio Bellavista | Quito Ambato Riobamba Ibarra | Quito Ambato Riobamba Ibarra | Estadio Olímpico Atahualpa |
| Capacidad: 16.647  | Quito Ambato Riobamba Ibarra | Quito Ambato Riobamba Ibarra | Capacidad: 38.500          |
|                    | Quito Ambato Riobamba Ibarra | Quito Ambato Riobamba Ibarra |                            |
| Riobamba           | Quito Ambato Riobamba Ibarra | Quito Ambato Riobamba Ibarra | Ibarra                     |
| Estadio Olímpico   | Quito Ambato Riobamba Ibarra | Quito Ambato Riobamba Ibarra | Estadio Olímpico           |
| Capacidad: 14.400  | Quito Ambato Riobamba Ibarra | Quito Ambato Riobamba Ibarra | Capacidad: 17.300          |
|                    | Quito Ambato Riobamba Ibarra | Quito Ambato Riobamba Ibarra |                            |

### Mascota
«Aya Huma» es la mascota oficial del Sudamericano Sub-20 Ecuador 2017. Se trata de un hombre vestido con el traje típico de la festividad del Inti Raymi que se da en la serranía ecuatoriana, es una máscara con doble cara y demás adornos que la tornan llamativa, se lo describe como un guerrero superdotado de energía natural, representa la fuerza y energía de la madre Tierra, además es un líder que guía el camino y debido a su gran fuerza nunca es derrotado, sus colores hacen alusión a la variedad de la diversidad de la cultura indígena, resaltando los colores del local Ecuador. 

### Himno
Se creó un himno con el fin de amenizar la fiesta del fútbol antes del arranque del torneo, la Federación Ecuatoriana de Fútbol puso a disposición del público la canción mediante su página web, la cual tiene una duración de dos minutos, también se la puede descargar.

## Árbitros
Estos son los árbitros y árbitros asistentes confirmados para la competición, habrán árbitros de todos los países participantes.
| - Argentina: Darío Herrera - Diego Bonfá (asistente 1) - Cristian Navarro (asistente 2) - Bolivia: Gery Vargas - Juan Pablo Montaño (asistente 1) - José Antelo (asistente 2) - Brasil: Anderson Daronco - Rodrigo Correa (asistente 1) - Guilherme Días Camilo (asistente 2) - Chile: Roberto Tobar - Raúl Orellana (asistente 1) - José Retamal (asistente 2) - Colombia: Gustavo Murillo - Humberto Clavijo (asistente 1) - John Alexander León (asistente 2) | - Ecuador: Carlos Orbe - Juan Carlos Macías (asistente 1) - Flavio Nall (asistente 2) - Guillermo Guerrero (soporte 2) - Paraguay: Mario Díaz de Vivar - Milcíades Saldívar (asistente 1) - Darío Gaona (asistente 2) - Perú: Diego Haro - Raúl López Cruz (asistente 1) - Víctor Raez (asistente 2) - Uruguay: Jonathan Fuentes - Richard Trinidad (asistente 1) - Gabriel Popovits (asistente 2) - Venezuela: Jesús Valenzuela - Jorge Urrego (asistente 1) - Franchescoly Chacón (asistente 2) - José Luis Hoyo (soporte 1) |

## Sorteo
En un principio el sorteo de grupos estaba pautado a realizarse el 30 de noviembre de 2016 en Montevideo durante el Congreso de la Confederación Sudamericana de Fútbol, pero debido a los lamentables acontecimientos ocurridos en Colombia donde se vio involucrado el equipo brasileño Chapecoense en el accidente del Vuelo 2933 de LaMia, dicho sorteo fue aplazado para el 7 de diciembre de 2016 en la sede de la Conmebol en Luque, Paraguay.
El Departamento de Competencias de la Conmebol determinó que Ecuador, por ser el anfitrión del torneo, y Argentina, por ser el campeón vigente, sean las cabezas de serie de los grupos A y B respectivamente. Para la realización del sorteo las ocho selecciones restantes fueron emparejadas en 4 llaves de acuerdo a la posición que ocuparon en el último Campeonato Sudamericano Sub-20 que se llevó a cabo el año 2015 en Uruguay.
Entre paréntesis se indica la posición de las selecciones en el Campeonato Sudamericano de Fútbol Sub-20 de 2015.
| Cabezas de serie          | Bombo 2                  | Bombo 3             | Bombo 4                    | Bombo 5                |
| ------------------------- | ------------------------ | ------------------- | -------------------------- | ---------------------- |
| Ecuador (7) Argentina (1) | Colombia (2) Uruguay (3) | Brasil (4) Perú (5) | Paraguay (6) Venezuela (8) | Chile (9) Bolivia (10) |

Luego del sorteo los grupos quedaron conformados de la siguiente manera:
| Grupo A                                | Grupo B                                  |
| -------------------------------------- | ---------------------------------------- |
| Ecuador Colombia Brasil Paraguay Chile | Argentina Uruguay Perú Venezuela Bolivia |

## Primera fase
Los 10 equipos participantes en la primera fase se dividirán en dos grupos de cinco equipos cada uno. Luego de una liguilla simple (a una sola rueda de partidos), pasarán a segunda ronda los equipos que ocupen las posiciones primera, segunda y tercera de cada grupo.
En caso de empate en puntos en cualquiera de las posiciones, la clasificación se determina siguiendo en orden los siguientes criterios:
- Diferencia de goles.
- Cantidad de goles marcados.
- El resultado del partido jugado entre los empatados.
- Por sorteo.

- Los horarios corresponden a la hora de Ecuador (UTC-5).[14]

### Grupo A
| Selección | Pts. | PJ | PG | PE | PP | GF | GC | Dif. |
| --------- | ---- | -- | -- | -- | -- | -- | -- | ---- |
| Ecuador   | 7    | 4  | 2  | 1  | 1  | 7  | 6  | 1    |
| Colombia  | 7    | 4  | 2  | 1  | 1  | 6  | 5  | 1    |
| Brasil    | 7    | 4  | 2  | 1  | 1  | 4  | 3  | 1    |
| Paraguay  | 4    | 4  | 1  | 1  | 2  | 6  | 7  | -1   |
| Chile     | 2    | 4  | 0  | 2  | 2  | 2  | 4  | -2   |

|  | Clasificado para la fase final. |

| 18 de enero de 2017, 17:00 | Colombia  | 1:1 (0:0) | Paraguay        | Estadio Olímpico, Riobamba                           |                                                      |
|                            | Ceter 89' | Reporte   | S. Ferreira 81' | Asistencia: 9500 espectadores Árbitro(s): Diego Haro | Asistencia: 9500 espectadores Árbitro(s): Diego Haro |

|  |  |

| 18 de enero de 2017, 19:15 | Ecuador | 0:1 (0:0) | Brasil    | Estadio Olímpico, Riobamba                                   |                                                              |
|                            |         | Reporte   | Vizeu 52' | Asistencia: 12 000 espectadores Árbitro(s): Jonathan Fuentes | Asistencia: 12 000 espectadores Árbitro(s): Jonathan Fuentes |

|  |  |

- Equipo libre:  Chile.

| 20 de enero de 2017, 17:00 | Brasil | 0:0     | Chile | Estadio Olímpico, Riobamba                                 |                                                            |
|                            |        | Reporte |       | Asistencia: 2468 espectadores Árbitro(s): Jesús Valenzuela | Asistencia: 2468 espectadores Árbitro(s): Jesús Valenzuela |

|  |  |

| 20 de enero de 2017, 19:15 | Ecuador                                                           | 4:3 (1:2) | Colombia                              | Estadio Olímpico, Riobamba                                |                                                           |
|                            | Estupiñán 41' · Quintero 52' · Cabezas 57' (pen.) · Caicedo 90+2' | Reporte   | Ceter 7' · Obregón 38' · Valencia 74' | Asistencia: 13 412 espectadores Árbitro(s): Darío Herrera | Asistencia: 13 412 espectadores Árbitro(s): Darío Herrera |

|  |  |

- Equipo libre:  Paraguay.

| 22 de enero de 2017, 14:45 | Brasil                                  | 3:2 (1:0) | Paraguay                | Estadio Bellavista, Ambato                              |                                                         |
|                            | Sávio 39' · Richarlison 57' · Vizeu 65' | Reporte   | Medina 80' (pen.) 90+1' | Asistencia: 5545 espectadores Árbitro(s): Darío Herrera | Asistencia: 5545 espectadores Árbitro(s): Darío Herrera |

|  |  |

| 22 de enero de 2017, 16:45 | Ecuador      | 1:1 (1:0) | Chile            | Estadio Bellavista, Ambato                             |                                                        |
|                            | J. Sierra 7' | Reporte   | J. L. Sierra 80' | Asistencia: 15 100 espectadores Árbitro(s): Diego Haro | Asistencia: 15 100 espectadores Árbitro(s): Diego Haro |

|  |  |

- Equipo libre:  Colombia.

| 24 de enero de 2017, 17:00 | Paraguay               | 2:1 (1:0) | Chile    | Estadio Olímpico, Riobamba                                 |                                                            |
|                            | Báez 33' · Paredes 90' | Reporte   | Jara 82' | Asistencia: 3851 espectadores Árbitro(s): Jonathan Fuentes | Asistencia: 3851 espectadores Árbitro(s): Jonathan Fuentes |

|  |  |

| 24 de enero de 2017, 19:15 | Colombia     | 1:0 (1:0) | Brasil | Estadio Olímpico, Riobamba                            |                                                       |
|                            | Valencia 87' | Reporte   |        | Asistencia: 4600 espectadores Árbitro(s): Gery Vargas | Asistencia: 4600 espectadores Árbitro(s): Gery Vargas |

|  |  |

- Equipo libre:  Ecuador.

| 26 de enero de 2017, 17:00 | Colombia    | 1:0 (1:0) | Chile | Estadio Olímpico, Riobamba                                 |                                                            |
|                            | Valencia 5' | Reporte   |       | Asistencia: 8066 espectadores Árbitro(s): Jesús Valenzuela | Asistencia: 8066 espectadores Árbitro(s): Jesús Valenzuela |

|  |  |

| 26 de enero de 2017, 19:15 | Ecuador               | 2:1 (2:0) | Paraguay | Estadio Olímpico, Riobamba                                |                                                           |
|                            | Corozo 20' · Lino 22' | Reporte   | Báez 46' | Asistencia: 12 400 espectadores Árbitro(s): Darío Herrera | Asistencia: 12 400 espectadores Árbitro(s): Darío Herrera |

|  |  |

- Equipo libre:  Brasil.

### Grupo B
| Selección | Pts. | PJ | PG | PE | PP | GF | GC | Dif. |
| --------- | ---- | -- | -- | -- | -- | -- | -- | ---- |
| Uruguay   | 8    | 4  | 2  | 2  | 0  | 8  | 3  | 5    |
| Argentina | 6    | 4  | 1  | 3  | 0  | 9  | 5  | 4    |
| Venezuela | 4    | 4  | 0  | 4  | 0  | 1  | 1  | 0    |
| Bolivia   | 4    | 4  | 1  | 1  | 2  | 3  | 8  | -5   |
| Perú      | 2    | 4  | 0  | 2  | 2  | 2  | 6  | -4   |

|  | Clasificado para la fase final. |

| 19 de enero de 2017, 17:00 | Uruguay | 0:0     | Venezuela | Estadio Olímpico, Ibarra                                |                                                         |
|                            |         | Reporte |           | Asistencia: 1000 espectadores Árbitro(s): Roberto Tobar | Asistencia: 1000 espectadores Árbitro(s): Roberto Tobar |

| Uniformes | Uniformes |
| --------- | --------- |
|           |           |

| 19 de enero de 2017, 19:15 | Argentina    | 1:1 (0:1) | Perú       | Estadio Olímpico, Ibarra                              |                                                       |
|                            | Martínez 89' | Reporte   | Siucho 12' | Asistencia: 1054 espectadores Árbitro(s): Carlos Orbe | Asistencia: 1054 espectadores Árbitro(s): Carlos Orbe |

| Uniformes | Uniformes |
| --------- | --------- |
|           |           |

- Equipo libre:  Bolivia.

| 21 de enero de 2017, 17:00 | Perú | 0:2 (0:0) | Bolivia                    | Estadio Olímpico, Ibarra                                 |                                                          |
|                            |      | Reporte   | Monteiro 55' · Miranda 89' | Asistencia: 896 espectadores Árbitro(s): Gustavo Murillo | Asistencia: 896 espectadores Árbitro(s): Gustavo Murillo |

| Uniformes | Uniformes |
| --------- | --------- |
|           |           |

| 21 de enero de 2017, 19:15 | Argentina                         | 3:3 (1:2) | Uruguay                                                 | Estadio Olímpico, Ibarra                                   |                                                            |
|                            | Torres 23' 73' · Rogel 88' (a.g.) | Reporte   | Amaral 3' · De La Cruz 45+2' (pen.) · Schiappacasse 81' | Asistencia: 1244 espectadores Árbitro(s): Anderson Daronco | Asistencia: 1244 espectadores Árbitro(s): Anderson Daronco |

| Uniformes | Uniformes |
| --------- | --------- |
|           |           |

- Equipo libre:  Venezuela.

| 23 de enero de 2017, 17:00 | Perú       | 1:1 (0:0) | Venezuela   | Estadio Olímpico, Ibarra                                  |                                                           |
|                            | Siucho 56' | Reporte   | Herrera 89' | Asistencia: 600 espectadores Árbitro(s): Anderson Daronco | Asistencia: 600 espectadores Árbitro(s): Anderson Daronco |

| Uniformes | Uniformes |
| --------- | --------- |
|           |           |

| 23 de enero de 2017, 19:15 | Argentina                                                    | 5:1 (3:0) | Bolivia  | Estadio Olímpico, Ibarra                                      |                                                               |
|                            | Torres 22' 43' · Mansilla 35' · Conechny 54' · Rodríguez 68' | Reporte   | Vaca 71' | Asistencia: 1094 espectadores Árbitro(s): Mario Díaz de Vivar | Asistencia: 1094 espectadores Árbitro(s): Mario Díaz de Vivar |

| Uniformes | Uniformes |
| --------- | --------- |
|           |           |

- Equipo libre:  Uruguay.

| 25 de enero de 2017, 17:00 | Venezuela | 0:0     | Bolivia | Estadio Olímpico, Ibarra                              |                                                       |
|                            |           | Reporte |         | Asistencia: 1725 espectadores Árbitro(s): Carlos Orbe | Asistencia: 1725 espectadores Árbitro(s): Carlos Orbe |

| Uniformes | Uniformes |
| --------- | --------- |
|           |           |

| 25 de enero de 2017, 19:15 | Uruguay                              | 2:0 (1:0) | Perú | Estadio Olímpico, Ibarra                                |                                                         |
|                            | Amaral 8' (pen.) · Schiappacasse 63' | Reporte   |      | Asistencia: 3990 espectadores Árbitro(s): Roberto Tobar | Asistencia: 3990 espectadores Árbitro(s): Roberto Tobar |

| Uniformes | Uniformes |
| --------- | --------- |
|           |           |

- Equipo libre:  Argentina.

| 27 de enero de 2017, 17:00 | Uruguay                                | 3:0 (2:0) | Bolivia | Estadio Olímpico, Ibarra                                  |                                                           |
|                            | Rogel 18' · Bentancur 43' · Amaral 83' | Reporte   |         | Asistencia: 2111 espectadores Árbitro(s): Gustavo Murillo | Asistencia: 2111 espectadores Árbitro(s): Gustavo Murillo |

| Uniformes | Uniformes |
| --------- | --------- |
|           |           |

| 27 de enero de 2017, 19:15 | Argentina | 0:0     | Venezuela | Estadio Olímpico, Ibarra                                      |                                                               |
|                            |           | Reporte |           | Asistencia: 5017 espectadores Árbitro(s): Mario Díaz de Vivar | Asistencia: 5017 espectadores Árbitro(s): Mario Díaz de Vivar |

| Uniformes | Uniformes |
| --------- | --------- |
|           |           |

- Equipo libre:  Perú.

## Fase final
| Equipo    | Pts | PJ | PG | PE | PP | GF | GC | Dif |
| --------- | --- | -- | -- | -- | -- | -- | -- | --- |
| Uruguay   | 12  | 5  | 4  | 0  | 1  | 10 | 5  | 5   |
| Ecuador   | 7   | 5  | 2  | 1  | 2  | 11 | 8  | 3   |
| Venezuela | 7   | 5  | 2  | 1  | 2  | 8  | 6  | 2   |
| Argentina | 7   | 5  | 2  | 1  | 2  | 6  | 9  | -3  |
| Brasil    | 6   | 5  | 1  | 3  | 1  | 6  | 6  | 0   |
| Colombia  | 2   | 5  | 0  | 2  | 3  | 2  | 9  | -7  |

|  | Clasificados para la Copa Mundial de Fútbol Sub-20 de 2017 |

#### Fecha 1
| 30 de enero de 2017, 16:00 | Colombia             | 1:1 (0:1) | Venezuela   | Estadio Olímpico Atahualpa, Quito                          |                                                            |
|                            | Hernández 86' (pen.) | Reporte   | Soteldo 35' | Asistencia: 1000 espectadores Árbitro(s): Jonathan Fuentes | Asistencia: 1000 espectadores Árbitro(s): Jonathan Fuentes |

| Uniformes | Uniformes |
| --------- | --------- |
|           |           |

| 30 de enero de 2017, 18:15 | Uruguay                                   | 3:0 (2:0) | Argentina | Estadio Olímpico Atahualpa, Quito                    |                                                      |
|                            | De La Cruz 37' · Olivera 40' · Amaral 61' | Reporte   |           | Asistencia: 1000 espectadores Árbitro(s): Diego Haro | Asistencia: 1000 espectadores Árbitro(s): Diego Haro |

| Uniformes | Uniformes |
| --------- | --------- |
|           |           |

| 30 de enero de 2017, 20:30 | Ecuador                                     | 2:2 (0:2) | Brasil                     | Estadio Olímpico Atahualpa, Quito                             |                                                               |
|                            | Jaramillo 70' (pen.) · Estupiñán 78' (pen.) | Reporte   | Guilherme 14' · Maycon 24' | Asistencia: 3290 espectadores Árbitro(s): Mario Díaz de Vivar | Asistencia: 3290 espectadores Árbitro(s): Mario Díaz de Vivar |

| Uniformes | Uniformes |
| --------- | --------- |
|           |           |

#### Fecha 2
| 2 de febrero de 2017, 16:00 | Colombia      | 1:2 (0:1) | Argentina                | Estadio Olímpico Atahualpa, Quito                         |                                                           |
|                             | Hernández 56' | Reporte   | Torres 1' · Martínez 90' | Asistencia: 752 espectadores Árbitro(s): Anderson Daronco | Asistencia: 752 espectadores Árbitro(s): Anderson Daronco |

| Uniformes | Uniformes |
| --------- | --------- |
|           |           |

| 2 de febrero de 2017, 18:15 | Uruguay                 | 2:1 (0:1) | Brasil        | Estadio Olímpico Atahualpa, Quito                      |                                                        |
|                             | Amaral 60' · Viña 90+1' | Reporte   | Guilherme 23' | Asistencia: 900 espectadores Árbitro(s): Darío Herrera | Asistencia: 900 espectadores Árbitro(s): Darío Herrera |

| Uniformes | Uniformes |
| --------- | --------- |
|           |           |

| 2 de febrero de 2017, 20:30 | Ecuador                                     | 2:4 (0:1) | Venezuela                                                   | Estadio Olímpico Atahualpa, Quito                       |                                                         |
|                             | Estupiñán 87' (pen.) · Cabezas 90+7' (pen.) | Reporte   | Herrera 39' · Soteldo 52' (pen.) · Chacón 55' · Córdova 61' | Asistencia: 3500 espectadores Árbitro(s): Roberto Tobar | Asistencia: 3500 espectadores Árbitro(s): Roberto Tobar |

| Uniformes | Uniformes |
| --------- | --------- |
|           |           |

#### Fecha 3
| 5 de febrero de 2017, 16:00 | Brasil    | 1:0 (0:0) | Venezuela | Estadio Olímpico Atahualpa, Quito                    |                                                      |
|                             | Vizeu 89' | Reporte   |           | Asistencia: 1083 espectadores Árbitro(s): Diego Haro | Asistencia: 1083 espectadores Árbitro(s): Diego Haro |

| Uniformes | Uniformes |
| --------- | --------- |
|           |           |

| 5 de febrero de 2017, 18:15 | Uruguay                                                | 3:0 (1:0) | Colombia | Estadio Olímpico Atahualpa, Quito                             |                                                               |
|                             | Waller 40' · Schiappacasse 65' · De La Cruz 83' (pen.) | Reporte   |          | Asistencia: 1556 espectadores Árbitro(s): Mario Díaz de Vivar | Asistencia: 1556 espectadores Árbitro(s): Mario Díaz de Vivar |

| Uniformes | Uniformes |
| --------- | --------- |
|           |           |

| 5 de febrero de 2017, 20:30 | Ecuador                                          | 3:0 (1:0) | Argentina | Estadio Olímpico Atahualpa, Quito                     |                                                       |
|                             | Estupiñán 40' (pen.) · Caicedo 58' · Cabezas 63' | Reporte   |           | Asistencia: 2942 espectadores Árbitro(s): Gery Vargas | Asistencia: 2942 espectadores Árbitro(s): Gery Vargas |

| Uniformes | Uniformes |
| --------- | --------- |
|           |           |

#### Fecha 4
| 8 de febrero de 2017, 16:00 | Ecuador                       | 3:0 (0:0) | Colombia | Estadio Olímpico Atahualpa, Quito                       |                                                         |
|                             | Cabezas 51' 83' · Caicedo 63' | Reporte   |          | Asistencia: 3546 espectadores Árbitro(s): Darío Herrera | Asistencia: 3546 espectadores Árbitro(s): Darío Herrera |

| Uniformes | Uniformes |
| --------- | --------- |
|           |           |

| 8 de febrero de 2017, 18:15 | Uruguay | 0:3 (0:0) | Venezuela                                           | Estadio Olímpico Atahualpa, Quito                     |                                                       |
|                             |         | Reporte   | Mejías 68' · Soteldo 71' (pen.) · Chacón 76' (pen.) | Asistencia: 3000 espectadores Árbitro(s): Gery Vargas | Asistencia: 3000 espectadores Árbitro(s): Gery Vargas |

| Uniformes | Uniformes |
| --------- | --------- |
|           |           |

| 8 de febrero de 2017, 20:30 | Brasil                             | 2:2 (1:1) | Argentina                     | Estadio Olímpico Atahualpa, Quito                       |                                                         |
|                             | Richarlison 10' · Vizeu 66' (pen.) | Reporte   | Mansilla 26' · Martínez 90+5' | Asistencia: 3000 espectadores Árbitro(s): Roberto Tobar | Asistencia: 3000 espectadores Árbitro(s): Roberto Tobar |

| Uniformes | Uniformes |
| --------- | --------- |
|           |           |

#### Fecha 5
| 11 de febrero de 2017, 15:30 | Argentina          | 2:0 (2:0) | Venezuela | Estadio Olímpico Atahualpa, Quito                             |                                                               |
|                              | Martínez 43' 45+1' | Reporte   |           | Asistencia: 1006 espectadores Árbitro(s): Mario Díaz de Vivar | Asistencia: 1006 espectadores Árbitro(s): Mario Díaz de Vivar |

| Uniformes | Uniformes |
| --------- | --------- |
|           |           |

| 11 de febrero de 2017, 17:45 | Colombia | 0:0     | Brasil | Estadio Olímpico Atahualpa, Quito                     |                                                       |
|                              |          | Reporte |        | Asistencia: 4500 espectadores Árbitro(s): Gery Vargas | Asistencia: 4500 espectadores Árbitro(s): Gery Vargas |

| Uniformes | Uniformes |
| --------- | --------- |
|           |           |

| 11 de febrero de 2017, 20:00 | Ecuador  | 1:2 (0:2) | Uruguay       | Estadio Olímpico Atahualpa, Quito                         |                                                           |
|                              | Lino 66' | Reporte   | Ardaiz 5' 25' | Asistencia: 10 000 espectadores Árbitro(s): Roberto Tobar | Asistencia: 10 000 espectadores Árbitro(s): Roberto Tobar |

| Uniformes | Uniformes |
| --------- | --------- |
|           |           |

| Bandera de Uruguay |
| Campeón Uruguay    |
| 8.° título         |

## Clasificados al Mundial Sub-20 Corea del Sur 2017
| Bandera de Uruguay | Bandera de Ecuador | Bandera de Venezuela | Bandera de Argentina |
| Uruguay            | Ecuador            | Venezuela            | Argentina            |

## Goleadores
| Jugador               | Selección | Goles |
| --------------------- | --------- | ----- |
| Rodrigo Amaral        | Uruguay   | 5     |
| Bryan Cabezas         | Ecuador   | 5     |
| Marcelo Torres        | Argentina | 5     |
| Lautaro Martínez      | Argentina | 5     |
| Pervis Estupiñán      | Ecuador   | 4     |
| Felipe Vizeu          | Brasil    | 4     |
| Yeferson Soteldo      | Venezuela | 3     |
| Nicolás De La Cruz    | Uruguay   | 3     |
| Jordy Caicedo         | Ecuador   | 3     |
| Ever Valencia         | Colombia  | 3     |
| Nicolás Schiappacasse | Uruguay   | 3     |

## Asistencias
| Jugador               | Selección | Asistencias |
| --------------------- | --------- | ----------- |
| Facundo Waller        | Uruguay   | 4           |
| Juan Camilo Hernández | Colombia  | 3           |
| Tomás Conechny        | Argentina | 3           |
| Nahuel Molina         | Argentina | 2           |
| Yeferson Soteldo      | Venezuela | 2           |
| Marcelo Torres        | Argentina | 2           |